# Großer Preis von Deutschland 1983
Der Große Preis von Deutschland 1983 (offiziell XLV Großer Preis von Deutschland) fand am 7. August auf dem Hockenheimring in Hockenheim statt und war das zehnte Rennen der Formel-1-Weltmeisterschaft 1983.

## Berichte

### Hintergrund
Die dreiwöchige Pause nach dem Großen Preis von Großbritannien nutzten einige Teams für ausführliche Testfahrten. Dabei kamen einige Piloten zum Einsatz, deren Einstieg in die Grand-Prix-Szene unmittelbar bevorstand, wie beispielsweise Ayrton Senna, Pierluigi Martini oder Ivan Capelli. Aber auch der ehemalige Rennfahrer Stirling Moss erhielt bei Brabham die Gelegenheit, im Alter von 53 Jahren einige Testrunden zu absolvieren.
Im Vorfeld des deutschen Grand Prix gab es erste Gerüchte, dass Patrick Tambay die Scuderia Ferrari womöglich zum Ende der Saison zugunsten von Michele Alboreto werde verlassen müsse und dass Arrows ab 1984 neben Brabham und ATS als drittes Team von BMW mit Turbomotoren ausgestattet werde.

### Training
Erneut ergab das Training eine Doppel-Pole für Ferrari, wobei im Gegensatz zum Qualifying in Silverstone diesmal Tambay gegenüber René Arnoux vorn lag. Andrea de Cesaris und Nelson Piquet bildeten die zweite Startreihe vor den beiden Renault-Piloten Alain Prost und Eddie Cheever. Mauro Baldi und Riccardo Patrese folgten auf den Plätzen sieben und acht vor den beiden Toleman-Piloten Derek Warwick und Bruno Giacomelli, die die Top Ten komplettierten.
Wie bereits beim vorangegangenen Rennen belegte Keke Rosberg als bester der mit Saugmotor ausgestatteten Piloten den zwölften Startplatz.
Da es während des zweiten Qualifikationstrainings am Samstag regnete, konnte keiner der Teilnehmer seine jeweils am Freitag erzielte Bestzeit unterbieten. Die Rundenzeiten lagen deutlich über zwei Minuten und die Durchschnittsgeschwindigkeiten unter 190 km/h.

### Rennen
Tambay, der zunächst in Führung ging, wurde in der zweiten Runde von seinem Teamkollegen Arnoux überholt. Dieser verteidigte daraufhin die Spitzenposition bis ins Ziel, mit Ausnahme weniger Runden, während der die inzwischen obligatorischen Boxenstopps stattfanden.
Als Tambay in der elften Runde aufgrund eines Motorschadens ausschied, übernahm Piquet den zweiten Platz. Als Arnoux in der 25. Runde die Box ansteuerte, ging der Brasilianer kurzzeitig in Führung. Nachdem auch er seinen Stopp zum Nachtanken und Reifenwechseln absolviert hatte, kam er als Zweiter wieder auf die Strecke. Diese Position behielt er bis zur 43. Runde, als er wegen eines Kraftstofflecks aufgeben musste. Da kurz zuvor auch Cheever aufgrund eines technischen Defektes ausgeschieden war, nahm de Cesaris den zweiten Rang ein.
Hinter Patrese und Prost erreichte Niki Lauda als Fünfter das Ziel. Weil er im Zuge seines Boxenstopps jedoch kurzzeitig rückwärts gefahren war, wurde er nachträglich disqualifiziert. Da die nachfolgenden Piloten infolgedessen aufrückten, gelangte neben John Watson auch Jacques Laffite in die Punkteränge.

## Meldeliste
| Team                           | Nr. | Fahrer             | Chassis         | Motor                    | Reifen |
| ------------------------------ | --- | ------------------ | --------------- | ------------------------ | ------ |
| TAG Williams Team              | 01  | Keke Rosberg       | Williams FW08C  | Ford Cosworth DFV 3.0 V8 | G      |
| TAG Williams Team              | 02  | Jacques Laffite    | Williams FW08C  | Ford Cosworth DFV 3.0 V8 | G      |
| Benetton Tyrrell Team          | 03  | Michele Alboreto   | Tyrrell 011B    | Ford Cosworth DFV 3.0 V8 | G      |
| Benetton Tyrrell Team          | 04  | Danny Sullivan     | Tyrrell 011B    | Ford Cosworth DFV 3.0 V8 | G      |
| Fila Sport                     | 05  | Nelson Piquet      | Brabham BT52B   | BMW M12/13 1.5 L4t       | M      |
| Fila Sport                     | 06  | Riccardo Patrese   | Brabham BT52B   | BMW M12/13 1.5 L4t       | M      |
| Marlboro McLaren International | 07  | John Watson        | McLaren MP4/1C  | Ford Cosworth DFV 3.0 V8 | M      |
| Marlboro McLaren International | 08  | Niki Lauda         | McLaren MP4/1C  | Ford Cosworth DFV 3.0 V8 | M      |
| Team ATS                       | 09  | Manfred Winkelhock | ATS D6          | BMW M12/13 1.5 L4t       | G      |
| John Player Team Lotus         | 11  | Elio de Angelis    | Lotus 94T       | Renault EF1 1.5 V6t      | P      |
| John Player Team Lotus         | 12  | Nigel Mansell      | Lotus 93T       | Renault EF1 1.5 V6t      | P      |
| Équipe Renault Elf             | 15  | Alain Prost        | Renault RE40    | Renault EF1 1.5 V6t      | M      |
| Équipe Renault Elf             | 16  | Eddie Cheever      | Renault RE40    | Renault EF1 1.5 V6t      | M      |
| RAM Automotive Team March      | 17  | Kenny Acheson      | RAM 01          | Ford Cosworth DFV 3.0 V8 | P      |
| Marlboro Team Alfa Romeo       | 22  | Andrea de Cesaris  | Alfa Romeo 183T | Alfa Romeo 890T 1.5 V8t  | M      |
| Marlboro Team Alfa Romeo       | 23  | Mauro Baldi        | Alfa Romeo 183T | Alfa Romeo 890T 1.5 V8t  | M      |
| Équipe Ligier Gitanes          | 25  | Jean-Pierre Jarier | Ligier JS21     | Ford Cosworth DFV 3.0 V8 | M      |
| Équipe Ligier Gitanes          | 26  | Raul Boesel        | Ligier JS21     | Ford Cosworth DFV 3.0 V8 | M      |
| Scuderia Ferrari SpA SEFAC     | 27  | Patrick Tambay     | Ferrari 126C3   | Ferrari 021 1.5 V6t      | G      |
| Scuderia Ferrari SpA SEFAC     | 28  | René Arnoux        | Ferrari 126C3   | Ferrari 021 1.5 V6t      | G      |
| Arrows Racing Team             | 29  | Marc Surer         | Arrows A6       | Ford Cosworth DFV 3.0 V8 | G      |
| Arrows Racing Team             | 30  | Thierry Boutsen    | Arrows A6       | Ford Cosworth DFV 3.0 V8 | G      |
| Osella Squadra Corse           | 31  | Corrado Fabi       | Osella FA1E     | Alfa Romeo 1260 3.0 V12  | M      |
| Osella Squadra Corse           | 32  | Piercarlo Ghinzani | Osella FA1E     | Alfa Romeo 1260 3.0 V12  | M      |
| Theodore Racing Team           | 33  | Roberto Guerrero   | Theodore N183   | Ford Cosworth DFV 3.0 V8 | G      |
| Theodore Racing Team           | 34  | Johnny Cecotto     | Theodore N183   | Ford Cosworth DFV 3.0 V8 | G      |
| Candy Toleman Motorsport       | 35  | Derek Warwick      | Toleman TG183B  | Hart 415T 1.5 L4t        | P      |
| Candy Toleman Motorsport       | 36  | Bruno Giacomelli   | Toleman TG183B  | Hart 415T 1.5 L4t        | P      |
| Spirit Racing                  | 40  | Stefan Johansson   | Spirit 201C     | Honda RA163-E 1.5 V6t    | G      |

## Klassifikationen

### Qualifying
| Pos. | Fahrer             | Konstrukteur      | Qualifikationstraining 1 | Qualifikationstraining 1 | Qualifikationstraining 2 | Qualifikationstraining 2 | Start |
| Pos. | Fahrer             | Konstrukteur      | Zeit                     | Ø-Geschwindigkeit        | Zeit                     | Ø-Geschwindigkeit        | Start |
| ---- | ------------------ | ----------------- | ------------------------ | ------------------------ | ------------------------ | ------------------------ | ----- |
| 01   | Patrick Tambay     | Ferrari           | 1:49,328                 | 223,815 km/h             | 2:10,057                 | 188,142 km/h             | 01    |
| 02   | René Arnoux        | Ferrari           | 1:49,435                 | 223,596 km/h             | 2:09,594                 | 188,814 km/h             | 02    |
| 03   | Andrea de Cesaris  | Alfa Romeo        | 1:50,845                 | 220,751 km/h             | 2:16,694                 | 179,007 km/h             | 03    |
| 04   | Nelson Piquet      | Brabham-BMW       | 1:51,082                 | 220,281 km/h             | 2:16,969                 | 178,648 km/h             | 04    |
| 05   | Alain Prost        | Renault           | 1:51,228                 | 219,991 km/h             | 2:13,620                 | 183,125 km/h             | 05    |
| 06   | Eddie Cheever      | Renault           | 1:51,540                 | 219,376 km/h             | 2:09,752                 | 188,584 km/h             | 06    |
| 07   | Mauro Baldi        | Alfa Romeo        | 1:51,867                 | 218,735 km/h             | 2:15,218                 | 180,961 km/h             | 07    |
| 08   | Riccardo Patrese   | Brabham-BMW       | 1:52,105                 | 218,270 km/h             | keine Zeit               | –                        | 08    |
| 09   | Derek Warwick      | Toleman-Hart      | 1:54,199                 | 214,268 km/h             | 2:13,461                 | 183,343 km/h             | 09    |
| 10   | Bruno Giacomelli   | Toleman-Hart      | 1:54,648                 | 213,429 km/h             | keine Zeit               | –                        | 10    |
| 11   | Elio de Angelis    | Lotus-Renault     | 1:54,831                 | 213,089 km/h             | 2:14,182                 | 182,358 km/h             | 11    |
| 12   | Keke Rosberg       | Williams-Ford     | 1:55,289                 | 212,242 km/h             | 2:13,337                 | 183,514 km/h             | 12    |
| 13   | Stefan Johansson   | Spirit-Honda      | 1:55,870                 | 211,178 km/h             | keine Zeit               | –                        | 13    |
| 14   | Thierry Boutsen    | Arrows-Ford       | 1:56,015                 | 210,914 km/h             | keine Zeit               | –                        | 14    |
| 15   | Jacques Laffite    | Williams-Ford     | 1:56,318                 | 210,365 km/h             | 2:15,838                 | 180,135 km/h             | 15    |
| 16   | Michele Alboreto   | Tyrrell-Ford      | 1:56,398                 | 210,220 km/h             | 2:15,547                 | 180,522 km/h             | 16    |
| 17   | Nigel Mansell      | Lotus-Renault     | 1:56,490                 | 210,054 km/h             | keine Zeit               | –                        | 17    |
| 18   | Niki Lauda         | McLaren-Ford      | 1:56,730                 | 209,622 km/h             | keine Zeit               | –                        | 18    |
| 19   | Jean-Pierre Jarier | Ligier-Ford       | 1:57,018                 | 209,106 km/h             | 2:15,326                 | 180,817 km/h             | 19    |
| 20   | Marc Surer         | Arrows-Ford       | 1:57,072                 | 209,010 km/h             | keine Zeit               | –                        | 20    |
| 21   | Danny Sullivan     | Tyrrell-Ford      | 1:57,426                 | 208,380 km/h             | 2:18,376                 | 176,831 km/h             | 21    |
| 22   | Johnny Cecotto     | Theodore-Ford     | 1:57,744                 | 207,817 km/h             | 2:15,753                 | 180,248 km/h             | 22    |
| 23   | John Watson        | McLaren-Ford      | 1:57,776                 | 207,760 km/h             | keine Zeit               | –                        | 23    |
| 24   | Roberto Guerrero   | Theodore-Ford     | 1:57,790                 | 207,736 km/h             | 2:17,479                 | 177,985 km/h             | 24    |
| 25   | Raul Boesel        | Ligier-Ford       | 1:58,413                 | 206,643 km/h             | keine Zeit               | –                        | 25    |
| 26   | Piercarlo Ghinzani | Osella-Alfa Romeo | 1:58,473                 | 206,538 km/h             | 2:19,172                 | 175,820 km/h             | 26    |
| DNQ  | Kenny Acheson      | RAM-Ford          | 1:59,003                 | 205,618 km/h             | 2:20,758                 | 173,839 km/h             | –     |
| DNQ  | Corrado Fabi       | Osella-Alfa Romeo | 2:01,113                 | 202,036 km/h             | 2:22,859                 | 171,282 km/h             | –     |
| DNQ  | Manfred Winkelhock | ATS-BMW           | keine Zeit               | –                        | keine Zeit               | –                        | –     |

### Rennen
| Pos. | Fahrer             | Konstrukteur      | Runden | Stopps | Zeit        | Start | Schnellste Runde |
| ---- | ------------------ | ----------------- | ------ | ------ | ----------- | ----- | ---------------- |
| 01   | René Arnoux        | Ferrari           | 45     | 1      | 1:27:10,319 | 02    | 1:53,938 (12.)   |
| 02   | Andrea de Cesaris  | Alfa Romeo        | 45     | 1      | + 1:10,652  | 03    | 1:55,311         |
| 03   | Riccardo Patrese   | Brabham-BMW       | 45     | 1      | + 1:44,093  | 08    | 1:55,510         |
| 04   | Alain Prost        | Renault           | 45     | 1      | + 2:00,750  | 05    | 1:54,793         |
| 05   | John Watson        | McLaren-Ford      | 44     | 1      | + 1 Runde   | 23    | 1:57,681         |
| 06   | Jacques Laffite    | Williams-Ford     | 44     | 1      | + 1 Runde   | 15    | 1:57,858         |
| 07   | Marc Surer         | Arrows-Ford       | 44     | 0      | + 1 Runde   | 20    | 1:58,727         |
| 08   | Jean-Pierre Jarier | Ligier-Ford       | 44     | 1      | + 1 Runde   | 19    | 1:58,523         |
| 09   | Thierry Boutsen    | Arrows-Ford       | 44     | 0      | + 1 Runde   | 14    | 1:59,689         |
| 10   | Keke Rosberg       | Williams-Ford     | 44     | 1      | + 1 Runde   | 12    | 1:59,092         |
| 11   | Johnny Cecotto     | Theodore-Ford     | 44     | 0      | + 1 Runde   | 22    | 2:00,147         |
| 12   | Danny Sullivan     | Tyrrell-Ford      | 43     | 0      | + 2 Runden  | 21    | 2:00,571         |
| 13   | Nelson Piquet      | Brabham-BMW       | 42     | 1      | DNF         | 04    | 1:54,495         |
| –    | Eddie Cheever      | Renault           | 38     | 1      | DNF         | 06    | 1:55,031         |
| –    | Piercarlo Ghinzani | Osella-Alfa Romeo | 34     | 1      | DNF         | 26    | 2:03,418         |
| –    | Raul Boesel        | Ligier-Ford       | 27     | 0      | DNF         | 25    | 2:01,823         |
| –    | Mauro Baldi        | Alfa Romeo        | 24     | 1      | DNF         | 07    | 1:56,037         |
| –    | Bruno Giacomelli   | Toleman-Hart      | 19     | 0      | DNF         | 10    | 1:58,122         |
| –    | Derek Warwick      | Toleman-Hart      | 17     | 0      | DNF         | 09    | 1:56,271         |
| –    | Stefan Johansson   | Spirit-Honda      | 11     | 0      | DNF         | 13    | 1:58,251         |
| –    | Patrick Tambay     | Ferrari           | 11     | 1      | DNF         | 01    | 1:54,365         |
| –    | Elio de Angelis    | Lotus-Renault     | 10     | 1      | DNF         | 11    | 1:56,295         |
| –    | Michele Alboreto   | Tyrrell-Ford      | 4      | 0      | DNF         | 16    | 1:59,672         |
| –    | Nigel Mansell      | Lotus-Renault     | 1      | 0      | DNF         | 17    | 2:12,136         |
| –    | Roberto Guerrero   | Theodore-Ford     | 0      | 0      | DNF         | 24    | –                |
| DSQ  | Niki Lauda         | McLaren-Ford      | 44     | 1      | + 1 Runde   | 18    | 1:57,297         |

## WM-Stände nach dem Rennen
Die ersten sechs des Rennens bekamen 9, 6, 4, 3, 2 bzw. 1 Punkt(e). In der Fahrerwertung wurden die besten elf Resultate, in der Konstrukteurswertung alle Resultate gewertet.

### Fahrerwertung
| Pos. | Fahrer            | Konstrukteur  | Punkte |
| ---- | ----------------- | ------------- | ------ |
| 01   | Alain Prost       | Renault       | 42     |
| 02   | Nelson Piquet     | Brabham-BMW   | 33     |
| 03   | Patrick Tambay    | Ferrari       | 31     |
| 04   | René Arnoux       | Ferrari       | 28     |
| 05   | Keke Rosberg      | Williams-Ford | 25     |
| 06   | John Watson       | McLaren-Ford  | 18     |
| 07   | Eddie Cheever     | Renault       | 14     |
| 08   | Niki Lauda        | McLaren-Ford  | 11     |
| 09   | Jacques Laffite   | Williams-Ford | 11     |
| 10   | Michele Alboreto  | Tyrrell-Ford  | 9      |
| 11   | Andrea de Cesaris | Alfa Romeo    | 6      |
| 12   | Nigel Mansell     | Lotus-Ford    | 4      |
| 13   | Riccardo Patrese  | Brabham-BMW   | 4      |
| 14   | Marc Surer        | Arrows-Ford   | 4      |
| 15   | Danny Sullivan    | Tyrrell-Ford  | 2      |
| 16   | Johnny Cecotto    | Theodore-Ford | 1      |

| Pos. | Fahrer             | Konstrukteur      | Punkte |
| ---- | ------------------ | ----------------- | ------ |
| 17   | Mauro Baldi        | Alfa Romeo        | 1      |
| 18   | Thierry Boutsen    | Arrows-Ford       | 0      |
| 19   | Chico Serra        | Arrows-Ford       | 0      |
| 20   | Derek Warwick      | Toleman-Hart      | 0      |
| 21   | Raul Boesel        | Ligier-Ford       | 0      |
| 22   | Bruno Giacomelli   | Toleman-Hart      | 0      |
| 23   | Jean-Pierre Jarier | Ligier-Ford       | 0      |
| 24   | Elio de Angelis    | Alfa Romeo        | 0      |
| 25   | Manfred Winkelhock | ATS-BMW           | 0      |
| 26   | Eliseo Salazar     | RAM-Ford          | 0      |
| 27   | Roberto Guerrero   | Theodore-Ford     | 0      |
| –    | Corrado Fabi       | Osella-Ford       | 0      |
| –    | Alan Jones         | Arrows-Ford       | 0      |
| –    | Piercarlo Ghinzani | Osella-Alfa Romeo | 0      |
| –    | Stefan Johansson   | Spirit-Honda      | 0      |

### Konstrukteurswertung
| Pos. | Konstrukteur  | Punkte |
| ---- | ------------- | ------ |
| 01   | Ferrari       | 59     |
| 02   | Renault       | 56     |
| 03   | Brabham-BMW   | 37     |
| 05   | Williams-Ford | 36     |
| 04   | McLaren-Ford  | 29     |
| 06   | Tyrrell-Ford  | 11     |
| 07   | Alfa Romeo    | 7      |
| 08   | Arrows-Ford   | 4      |

| Pos. | Konstrukteur            | Punkte |
| ---- | ----------------------- | ------ |
| 09   | Lotus-Ford/-Renault     | 4      |
| 10   | Theodore-Ford           | 1      |
| 11   | Toleman-Hart            | 0      |
| 12   | Ligier-Ford             | 0      |
| 13   | ATS-BMW                 | 0      |
| 14   | RAM-Ford                | 0      |
| –    | Osella-Ford/-Alfa Romeo | 0      |
| –    | Spirit-Honda            | 0      |